# Lac Meelva
Le lac Meelva (en estonien : Meelva järv, Mulva järv, Miilva järv)  est un lac de la commune de Räpina dans le comté de Põlva en Estonie,,,.

## Géographie
Le lac est situé dans la zone de protection du paysage de Meelva (et), à 8 km au nord-ouest de Räpina. 
La superficie du lac est de 78,7 hectares, sa profondeur maximale est de 3,2 mètres, sa longueur est de 2 650 m et sa largeur est de 550 mètres.
Le lac est situé à l'extrémité ouest du village de Meelva, du côté est du marais de Meelva. 
Les maisons et les champs les plus proches de Meelva se trouvent à moins d'un demi-kilomètre. 
Le lac ne compte qu'une seule île d'une superficie de 0,64 ha. 
Son émissaire est le ruisseau Toolamaa, qui rejoint la rivière Võhandu à 2,7 kilomètres au sud,,